# Ferrovia Ozieri Chilivani-Porto Torres Marittima
La ferrovia Ozieri Chilivani-Porto Torres Marittima, nota più comunemente come Chilivani-Porto Torres, è una linea ferroviaria situata in Sardegna, gestita da RFI.
Realizzata nella seconda metà dell'Ottocento, questa ferrovia nacque per collegare il nord-ovest dell'isola, in particolare Sassari e Porto Torres, con la Cagliari-Golfo Aranci, la principale dorsale ferroviaria sarda, anch'essa in costruzione in quegli stessi anni, garantendo il collegamento col resto della rete ed in particolare quello tra le due maggiori città della Sardegna: Cagliari e Sassari. La linea, che si dirama dalla Dorsale Sarda nella stazione di Ozieri Chilivani, fa parte della rete complementare RFI, ed è realizzata interamente a binario unico a scartamento da 1435 mm privo di elettrificazione.

## Storia
| Tratta               | Inaugurazione   |
| -------------------- | --------------- |
| Porto Torres-Sassari | 10 aprile 1872  |
| Sassari-Ploaghe      | 15 agosto 1874  |
| Ploaghe-Ozieri       | 6 dicembre 1874 |

La stazione di Sassari, il centro principale raggiunto dalla linea, a inizio Novecento

Basata su un progetto dell'ingegnere gallese Benjamin Piercy, la linea venne realizzata nella seconda metà del XIX secolo ad opera della Compagnia Reale delle Ferrovie Sarde, che portò avanti i lavori completando l'opera tra il 1872, anno di inaugurazione del tronco Sassari-Porto Torres, e il 6 dicembre 1874, quando con l'apertura all'esercizio della tratta tra la stazione di Ozieri (in seguito identificata col nome della frazione di Chilivani, luogo in cui era stata realizzata) e quella di Ploaghe l'intera linea fu a disposizione del pubblico. I lavori per la realizzazione della Dorsale Sarda subirono però in quegli anni vari stop, perciò la linea risultò isolata dalla ferrovia che avrebbe collegato il sud col nord della Sardegna. Superati i problemi, in buona parte finanziari, i lavori ripresero, e il 1º luglio 1880 la Chilivani-Porto Torres fu finalmente interconnessa alla linea principale (che sarà poi completata l'anno seguente), fatto ampiamente celebrato dalle popolazioni locali secondo le cronache dell'epoca. L'importanza di questo collegamento fu successivamente sottolineata da un viaggio in treno tra Cagliari e Sassari di re Umberto I e della regina Margherita nel 1899.

L'impianto di Ozieri-Chilivani in una foto d'epoca

Le caratteristiche del territorio attraversato nel tratto da Oristano a Chilivani della Dorsale Sarda, e in parte anche nella linea per Porto Torres, hanno sempre reso i collegamenti tra Cagliari e il nord ovest sardo piuttosto lunghi come tempi di percorrenza, oltretutto la conformazione della linea prevedeva sino al 2006 l'obbligo di inversione del senso di marcia dei treni a Chilivani, con lunghe pause per i convogli diretti verso Sassari e Porto Torres, costretti a effettuare la "giratura" delle locomotive ai tempi della trazione a vapore. Per questo nel corso dei decenni si sono più volte invocate modifiche del tracciato originale per rendere più rapide le relazioni ferroviarie, ma gli interventi sul tracciato di questa ferrovia sono stati di entità minore.
Dopo essere passata alle Ferrovie dello Stato nel 1920, la Chilivani-Porto Torres con l'avvento delle automotrici e della trazione Diesel beneficiò come tutta la rete sarda di minori tempi di percorrenza e maggiore velocità, seppur sempre al di sotto degli standard del resto d'Italia. Nel secondo dopoguerra si segnala la nascita del Turritano, ovvero il treno espresso che collegò per decenni Cagliari con Porto Torres. Negli anni ottanta quest'ultimo centro fu dotato di una nuova stazione, in posizione più arretrata rispetto al porto, mentre nel 2004 il vecchio capolinea passeggeri di Porto Torres - Piazza Cristoforo Colombo fu chiuso, venendo arretrato al terminal marittimo realizzato in quegli anni, la cui fermata ferroviaria era identificata come Porto Torres Marittima.

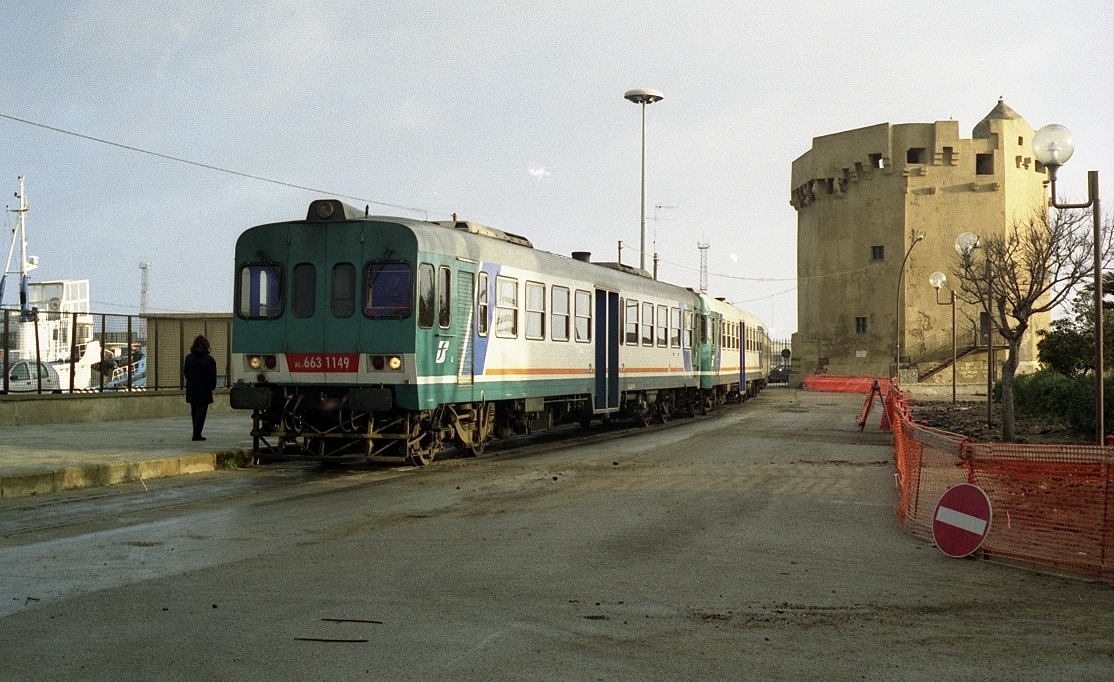
Il vecchio capolinea di Porto Torres piazza Cristoforo Colombo, chiuso nel 2004

Nei primi anni 2000 varie sono state le modifiche realizzate o finanziate lungo la linea principale per velocizzare le relazioni tra nord e sud dell'isola, e anche la diramazione per Porto Torres è stata soggetta ad interventi lungo il percorso, in particolare con la creazione della cosiddetta variante di Chilivani, una bretella inaugurata nel 2006 a pochi chilometri dalla stazione di Chilivani, che permette ai treni provenienti da Cagliari e diretti a Sassari e Porto Torres (o diretti dai centri turritani verso sud) di entrare nella diramazione (o uscirne) senza dover transitare per lo scalo di Ozieri Chilivani, evitando così il problema dell'inversione del senso di marcia (seppur con le automotrici e le composizioni di treni navetta i tempi per l'operazione si siano notevolmente ridotti rispetto all'epoca delle locomotive a vapore). Ciò nonostante con riferimento al primo semestre 2012 solo i treni Regionali Veloci utilizzano questa variante. Proprio il diretto Cagliari-Sassari, con fermate nelle sole Oristano, Abbasanta e Macomer, permette di coprire la relazione in 2 ore e 50 minuti (un minuto in meno nella direzione inversa), il tempo minimo di percorrenza per questo strategico collegamento.
Nel dicembre 2016 si registrava un nuovo spostamento del capolinea settentrionale della ferrovia, trasferito nella originaria stazione di Porto Torres, riattivata nell'occasione e ribattezzata anch'essa "Porto Torres Marittima". Contemporaneamente veniva dismessa anche l'ultima porzione di binario che raggiungeva in origine le banchine del porto turritano.

## Caratteristiche

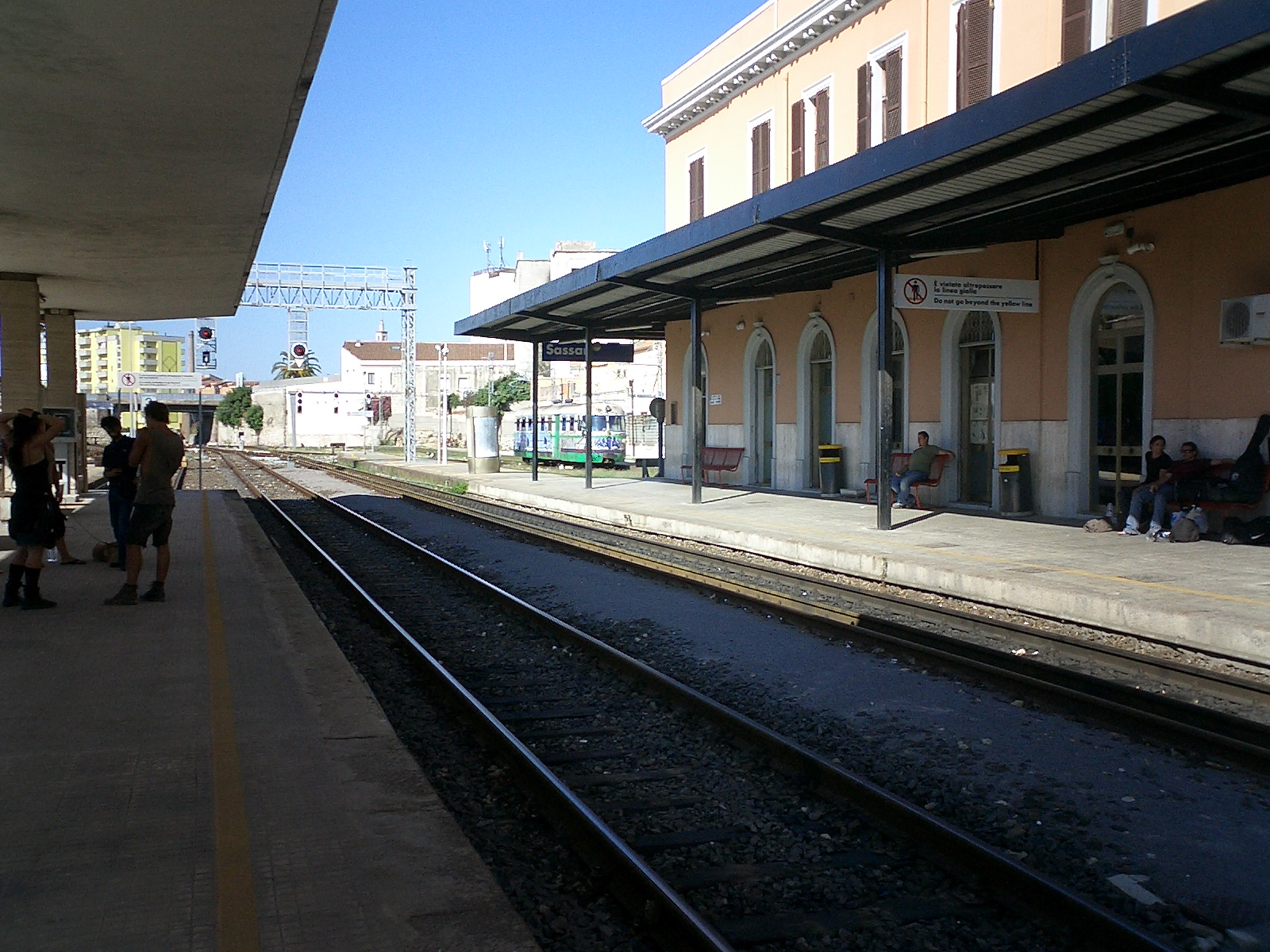
L'interno della stazione di Sassari, condivisa con l'ARST (linee per Alghero, per Palau e Sorso)

La ferrovia consiste in 66 km di linea a scartamento ordinario, interamente a semplice binario non elettrificato, collegante lo scalo marittimo di Porto Torres con Sassari e la stazione di Ozieri Chilivani sulla linea Cagliari-Golfo Aranci Marittima, di cui questa ferrovia costituisce la principale diramazione permettendo quindi il collegamento tra le due maggiori città isolane.
Il tracciato si sviluppa per circa il 60% in rettilineo lungo il Logudoro e la Nurra caratterizzandosi per pendenze che in buona parte del tracciato superano il 20‰, concentrate in particolare nel tronco tra Chilivani e Sassari. Dal punto di vista altimetrico gli estremi si riscontrano nelle vicinanze di Ploaghe, dove il culmine è collocato attorno ai 350 m s.l.m., e nella stazione di Porto Torres Marittima, collocata a quota 4 m s.l.m.
I binari della ferrovia sono realizzati con rotaie Vignoles da 60 e da 50 kg/m installate su traverse in cemento armato precompresso.

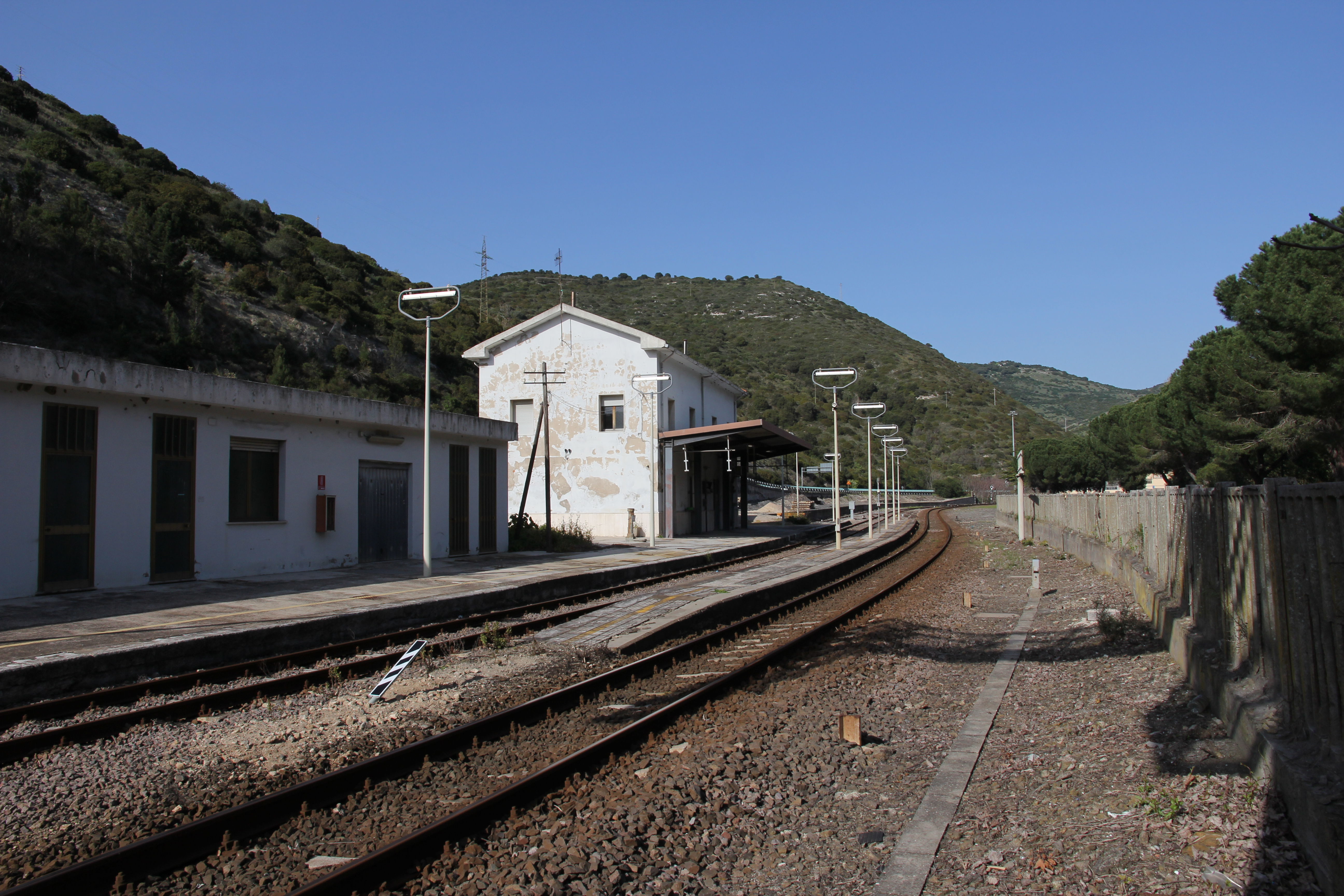
La stazione di Scala di Giocca, impianto privo di traffico ma abilitato per gli incroci tra convogli

Oltre ai capolinea di Ozieri Chilivani e Porto Torres Marittima al 2012 risultavano attive per il servizio passeggeri le stazioni di Ploaghe, Sassari e Porto Torres. La stazione di Sassari è inoltre l'unico scalo sardo su cui convergono sia linee a scartamento ordinario che a scartamento ridotto, risultando quindi punto di interscambio con la rete ferroviaria ARST del nord Sardegna. In tutti questi impianti è possibile l'incrocio tra treni, manovra eventualmente effettuabile anche negli scali di Ardara e Scala di Giocca.

### In cifre
- Lunghezza: 65+930 km in totale tra Ozieri Chilivani e l'asse estremo di Porto Torres Marittima. La bretella che permette il collegamento della linea con la Dorsale Sarda bypassando la stazione di Ozieri Chilivani misura ulteriori 1698 metri tra il deviatoio posto al km 211+543 della Cagliari - Golfo Aranci e quello al km 1+984 della linea per Porto Torres.

- Pendenze massime:

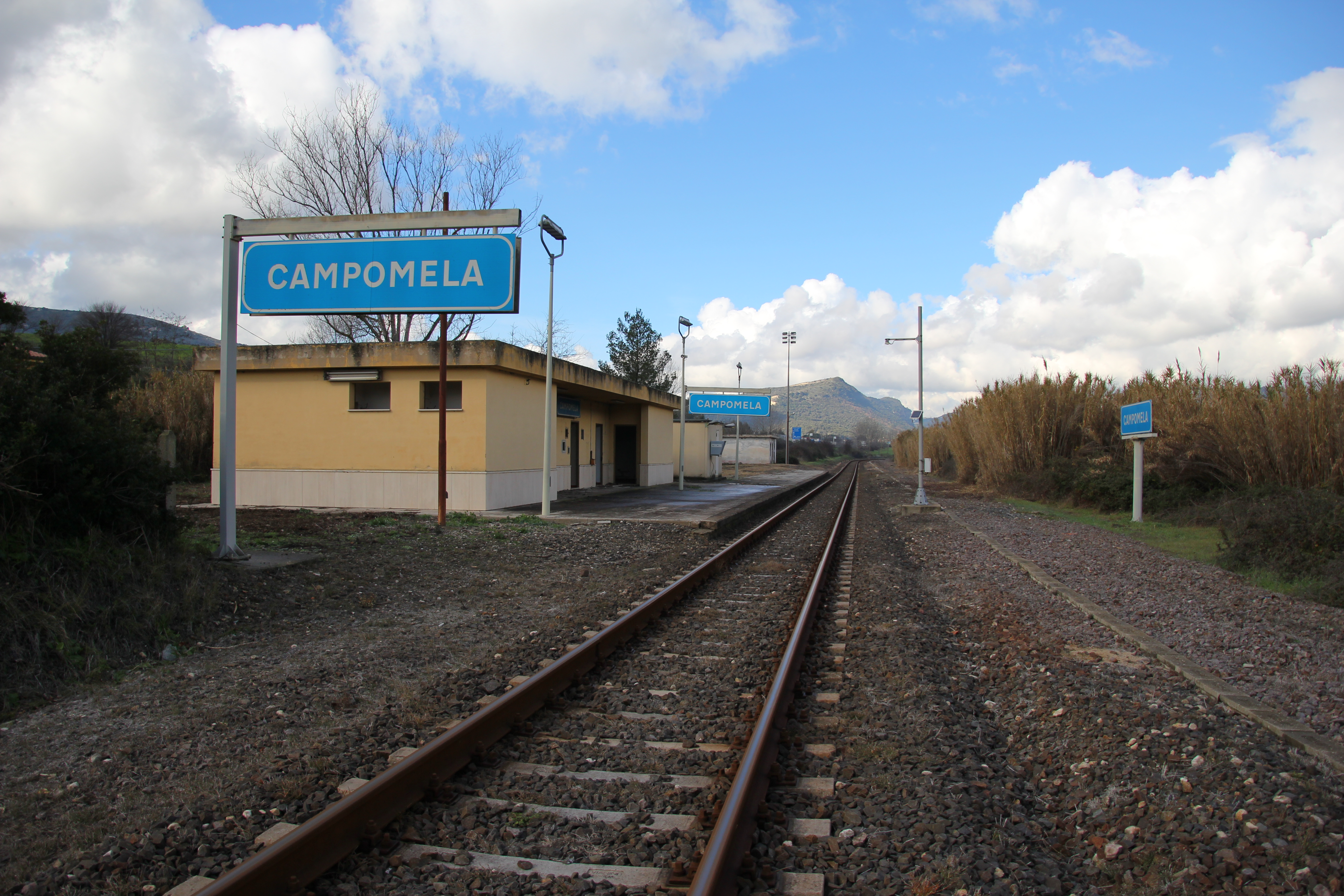
Il tracciato tra gli impianti di Campomela e Ploaghe è uno dei tratti con le maggiori pendenze sulla linea

  - 27‰ Campomela - Ploaghe, Caniga - Sassari
  - 26‰ Porto Torres - San Giovanni
  - 25‰ Tissi-Usini - Scala di Giocca, Ardara - Culmine km 18+081
- Raggio minimo di curvatura: 300[8]
- Grado di prestazione: 25
- Velocità massima (rango C):
  - 105 km/h km 47 - PL km 64+468
  - 100 km/h km 0+943 - Ardara (compresa la variante di Chilivani)
  - 95 km/h Scala di Giocca - km 45

(dati al 19 settembre 2011)

### Percorso
| Continuation backward |

|  | Unknown route-map component "eABZg+l" | Unknown route-map component "exCONTfq" |

| Station on track |

| Unknown route-map component "kABZg2" |

| Unknown route-map component "+c" | Unknown route-map component "STR+k12" | Unknown route-map component "kABZl+34" | Unknown route-map component "cCONTfq" |

| Unknown route-map component "kABZg+1" |

| Non-passenger station/depot on track |

| Station on track |

| Small non-passenger station on track |

|  | Unknown route-map component "eABZg+l" | Unknown route-map component "exKINTeq" |

| Non-passenger station/depot on track |

| Small non-passenger station on track |

| Unknown route-map component "CONTgq" | Unknown route-map component "KRZu" | Unknown route-map component "CONTfq" |

| Small non-passenger station on track |

| Unknown route-map component "exKINTaq" | Unknown route-map component "eABZgr+l" | Unknown route-map component "exKINTeq" |

| Unknown route-map component "CONTgq" | Unknown route-map component "vSTR+r-STR" | Unknown route-map component "+d" |

| Unknown route-map component "uCONTr+f" | Unknown route-map component "vSTR" | Unknown route-map component "+d" |

| Urban station on track | Unknown route-map component "vBHF" | Unknown route-map component "+d" |

| Unknown route-map component "uSHI3l" | Unknown route-map component "udSHI3+r" + Unknown route-map component "dSTR" | Unknown route-map component "dSTR" | Unknown route-map component "+d" |

| Unknown route-map component "CONTgq" | Unknown route-map component "vSTRr-STR" | Unknown route-map component "+d" |

| Small non-passenger station on track |

| Small non-passenger station on track |

| Small non-passenger station on track |

| Unknown route-map component "eDST" |

| Station on track |

|  | Unknown route-map component "eABZgl" | Unknown route-map component "exCONTfq" |

| Unknown route-map component "exKRW+l" | Unknown route-map component "eKRWgr" |  |

| Unknown route-map component "exSTR" | Unknown route-map component "exBHF+KHSTe" |  |

| Unknown route-map component "exHST" | Unknown route-map component "exSTR" |  |

| Unknown route-map component "exABZg+l" | Unknown route-map component "exABZg+r" |  |

| Unknown route-map component "exHST" | Unknown route-map component "exENDEe" |  |

| Unknown route-map component "exKDSTe" |

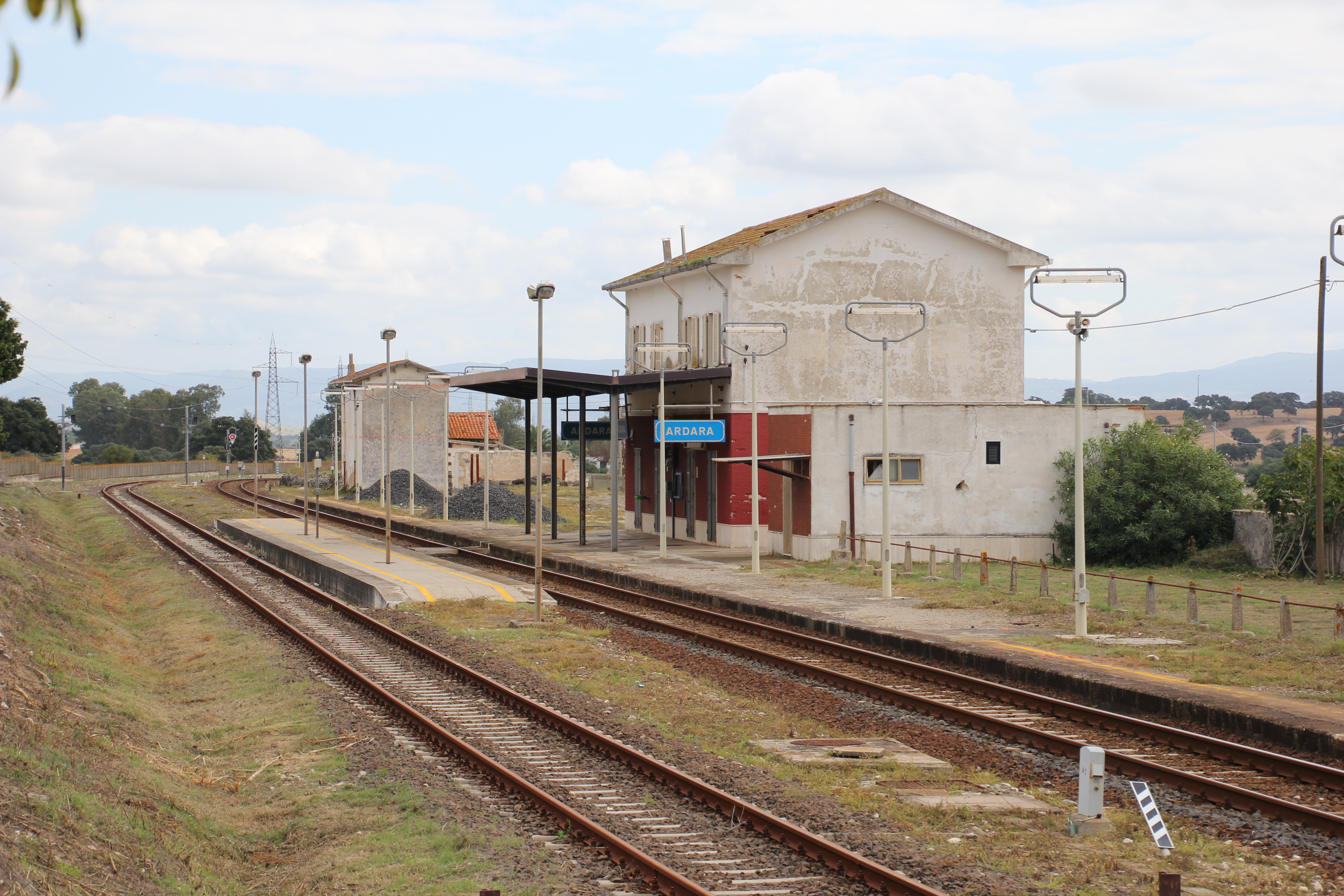
Molti degli scali intermedi, come quello di Ardara, sono privi di traffico

La ferrovia si dirama dalla Dorsale Sarda nello scalo di Ozieri Chilivani prendendo la direzione nord-ovest; dopo circa due chilometri sui binari si innesta la cosiddetta "variante di Chilivani", la bretella che permette l'accesso o l'uscita dalla linea per le relazioni verso sud senza il passaggio nello scalo ozierese (col relativo regresso). La prima parte di tracciato si sviluppa con un andamento per lo più rettilineo sino alla stazione di Ardara, non più utilizzata per i servizi di trasporto ma attrezzata per eventuali incroci tra treni. Da questo impianto il percorso diventa più tortuoso dovendo affrontare una salita con punte del 25‰ di pendenza, in cui si raggiunge il culmine della linea e a breve distanza la stazione di Ploaghe, da dove inizia un tratto in costante discesa (con dislivelli sino al 27‰) con vari passaggi in trincee verso altri due scali privi di traffico, Campomela e Scala di Giocca, quest'ultimo dotato di binario di incrocio ed in passato importante per la presenza di un vicino cementificio (raccordato alla ferrovia) non più in attività.

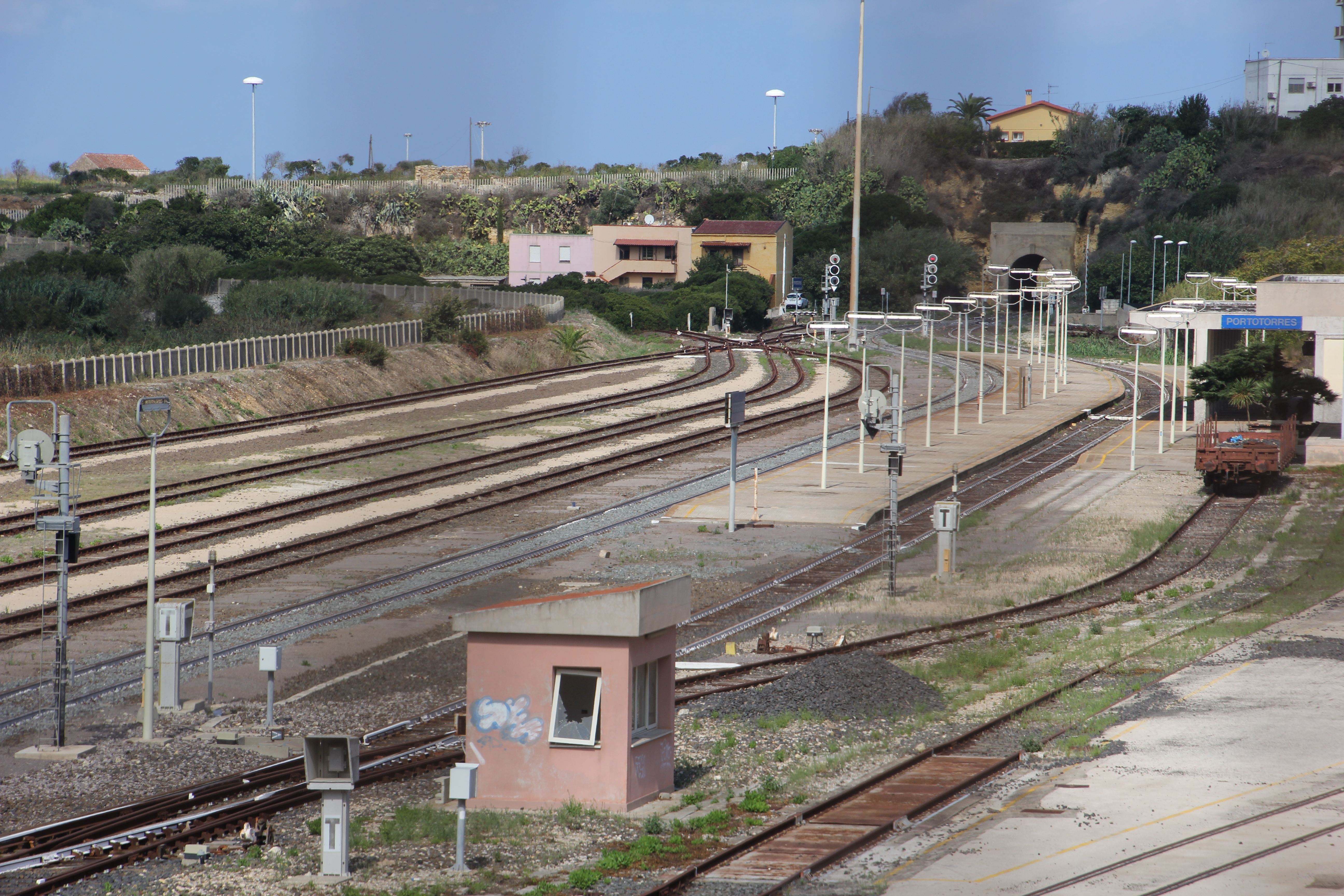
La stazione di Porto Torres, con sulla sinistra il dismesso raccordo per il porto industriale turritano

La discesa termina dopo il passaggio nello scalo di Tissi-Usini (inattivo), da dove la ferrovia prende la direzione nord verso Sassari, principale centro raggiunto dalla ferrovia. Nella stazione principale della città, sede di depositi per il materiale rotabile, convergono anche i binari delle linee a scartamento ridotto del nord Sardegna, unico caso superstite nell'isola in cui entrambe le reti ferroviarie si servono di una stessa stazione. Dall'impianto i binari iniziano la discesa verso il mare e dopo aver attraversato una serie di fermate (in disuso) nei quartieri nord-occidentali di Sassari prendono la direzione di Porto Torres, raggiunta con un tracciato in gran parte rettilineo. La parte finale della linea è stata più volte rimaneggiata negli anni e termina dal 2016 nella fermata di Porto Torres Marittima; in precedenza a nord e a sud di questo impianto erano presenti due diramate che terminavano sulle banchine del porto commerciale, mentre dalla stazione di Porto Torres aveva origine un raccordo per il porto industriale poi dismesso ufficialmente nel 2015.

## Traffico

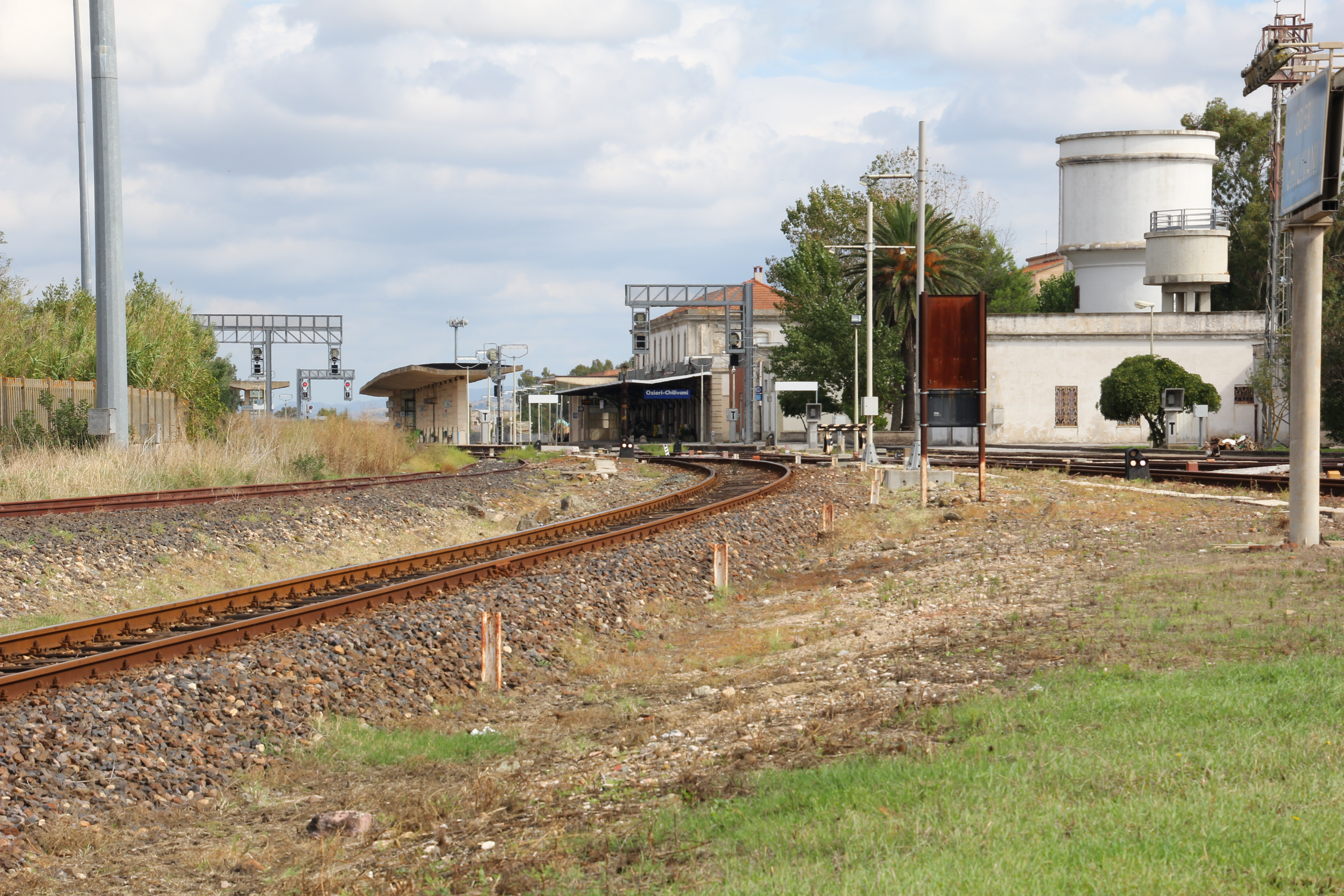
La stazione di Ozieri Chilivani, scalo di interscambio con la Dorsale Sarda

Con riferimento all'orario del secondo semestre 2022 la linea è interessata dalle seguenti relazioni passeggeri, tutte effettuate con treni regionali:
- Ozieri Chilivani - Porto Torres Marittima: l'intera ferrovia viene percorsa in 79 minuti nei giorni feriali da una singola corsa giornaliera da Chilivani a Porto Torres Marittima.
- Ozieri Chilivani - Sassari: Relazione per cui sono previste 2 corse giornaliere da Chilivani a Sassari (con tempi di percorrenza che oscillano tra i 36 e i 44 minuti) e 3 in direzione opposta (il tempo necessario in questo caso varia tra i 39 e i 49 minuti).
- Sassari - Porto Torres Marittima: Relazione effettuata con treni regionali, viene coperta tra i 17 e i 18 minuti a seconda della direzione. Nei giorni feriali vengono effettuate sino a 3 corse giornaliere da Sassari a Porto Torres Marittima e sino a 4 nel verso opposto, numero che diminuisce di un'unità nei festivi.
- Cagliari - Porto Torres Marittima: relazione effettuata con una corsa giornaliera in direzione Porto Torres mentre in senso inverso viene espletata solo nei festivi, sempre con una singola corsa, con tempi di percorrenza attorno alle quattro ore. In passato la tratta era effettuata da treni espresso denominati Turritano.

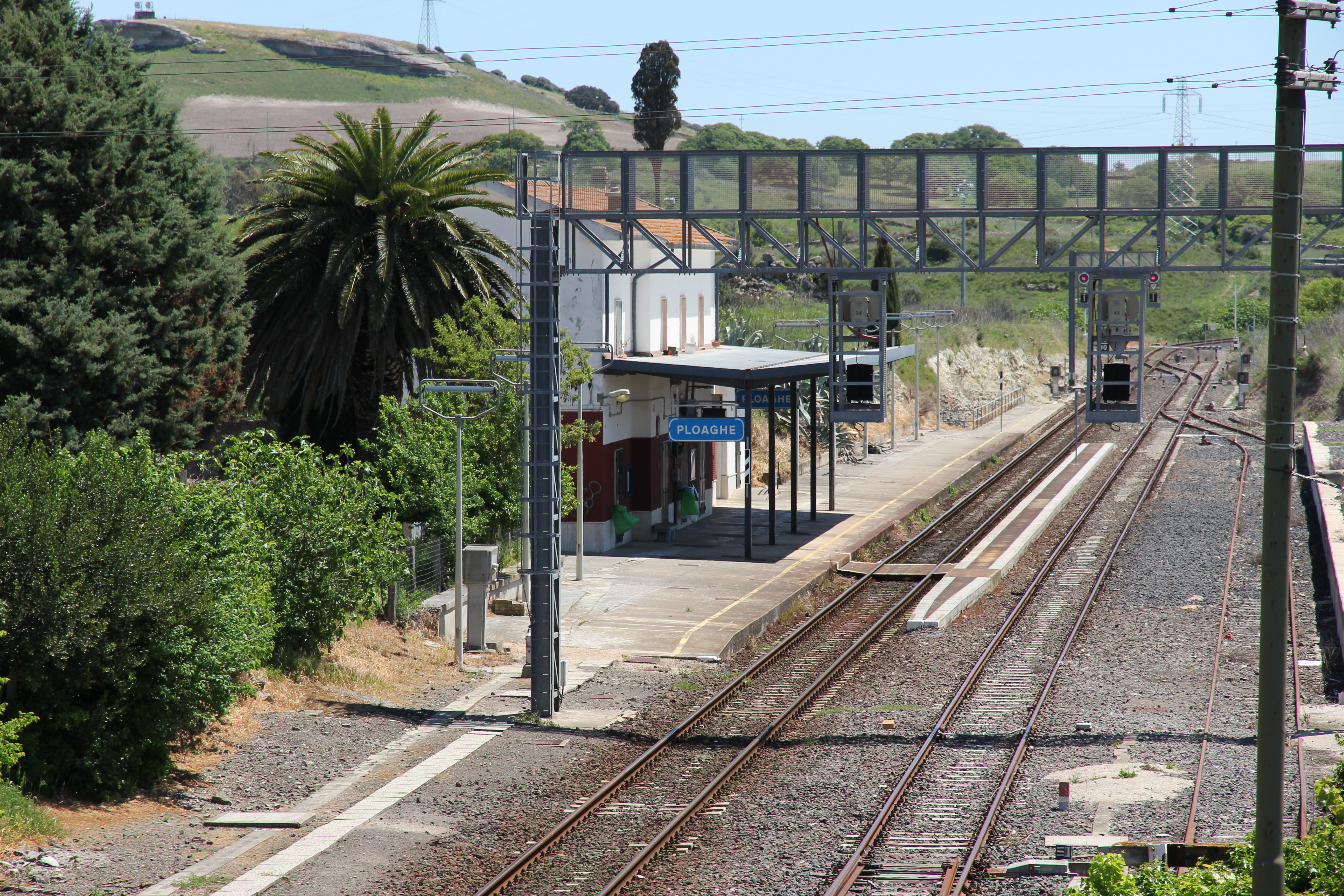
Quello di Ploaghe è uno dei cinque impianti su cui viene espletato il servizio viaggiatori lungo la linea

- Cagliari - Sassari: per i collegamenti diretti aventi capolinea nelle due principali città sarde vengono espletate tre corse nei giorni feriali in direzione Sassari (che si riducono ad una singola nei festivi), mentre le relazioni verso sud sono quattro nei giorni feriali e tre nei festivi. I collegamenti più rapidi completano l'itinerario in poco meno di tre ore, transitando nella variante di Chilivani.
- Olbia - Sassari: relazione effettuata con 4 corse da Olbia a Sassari e 3 nel verso opposto nei giorni feriali, che si riducono a 3 corse in direzione ovest e una singola verso la Gallura nei festivi. I tempi di percorrenza di questo collegamento variano tra un'ora e 45 minuti e le ore.

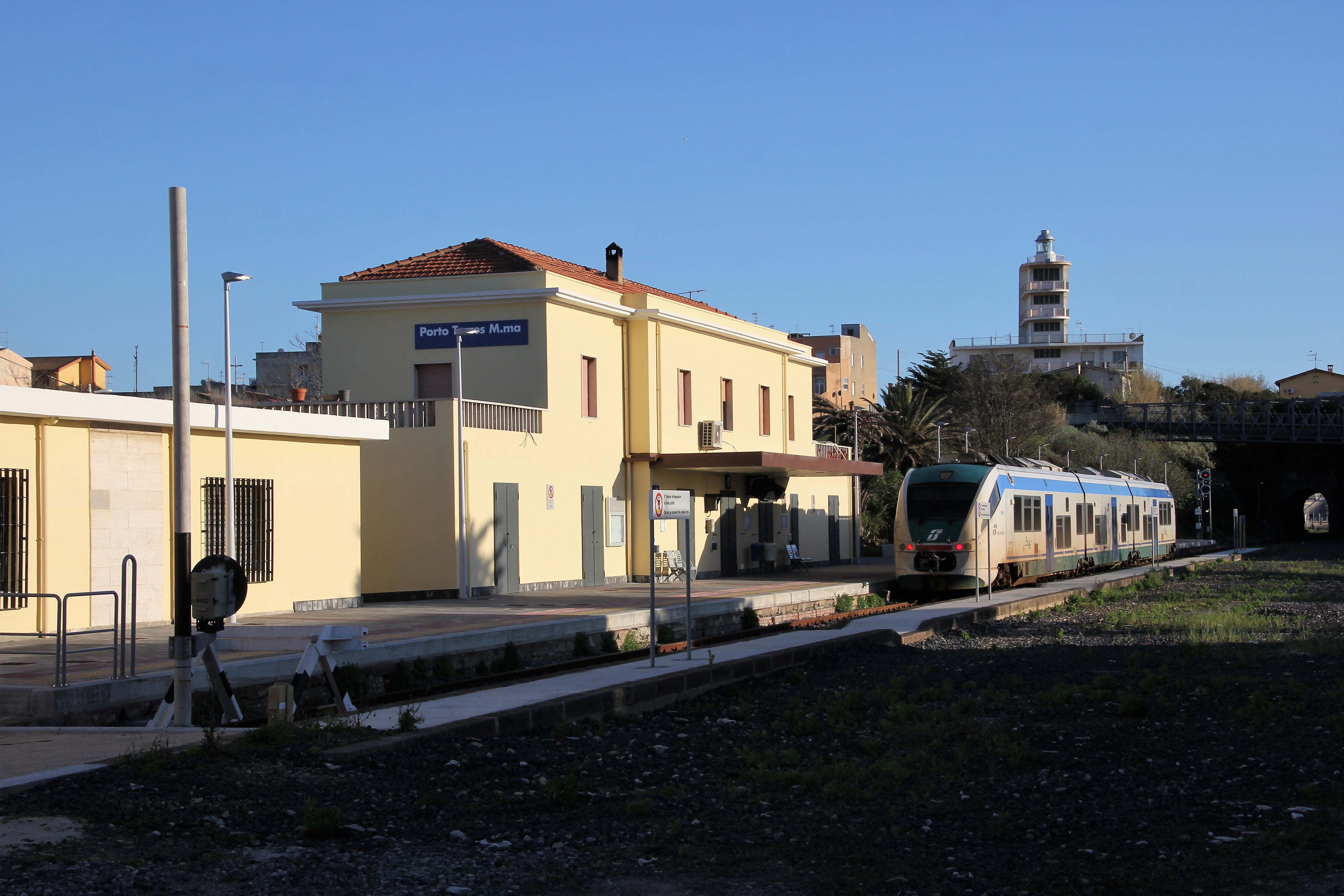
Minuetto a trazione termica nel capolinea di Porto Torres Marittima

Il materiale utilizzato per le relazioni su questa linea viene comprende le automotrici ALn 663 e ALn 668, a seconda delle esigenze in composizioni multiple, sino ai più recenti Minuetto diesel e agli autotreni ATR 365 e ATR 465, questi ultimi in uso soprattutto per le relazioni a lunga percorrenza. Da ottobre 2023 le relazioni Sassari-Chilivani (tranne una corsa); Sassari-Porto Torres Marittima (eccetto due corse di cui la seconda arriva da Cagliari); Sassari-Olbia (tranne due corse); Chilivani-Porto Torres Marittima vengono svolte dai complessi Swing e Minuetto, riducendo di fatto l'impiego delle ALn668.3100 e delle ALn663.1100 ai soli casi di necessità. Le eccezioni tra parentesi vengono invece di norma svolte con l'impiego di complessi Blues, ATR365 o Minuetto.

## Mezzi di trazione utilizzati
Come nel resto della rete ferroviaria sarda i primi decenni di attività della linea videro l'utilizzo esclusivamente di rotabili a vapore. Durante la gestione delle Ferrovie Reali le locomotive impiegate furono nei primi decenni esclusivamente di produzione britannica: le prime serie furono commissionate alle ditte Stephenson, R & W Hawtorn e Sharp & Stewart. I gruppi impiegati furono, in ordine di introduzione sulla rete:
- locomotive 21-24 (Stephenson)
- locomotive 25-30 (Stephenson)
- locomotive 1-2 (Stephenson)
- locomotive 7 ÷ 10 (R & W Hawtorn)
- locomotive 31 ÷ 40 (Sharp & Stewart)
- locomotive 3-6 (Sharp & Stewart)

Ogni esemplare di queste 40 locomotive ricevette un proprio nome, 12 di esse furono tuttavia accantonate prima della fine del secolo: per questo dal 1900 in poi furono immesse in circolazione sulla rete due ulteriori gruppi di locomotive:
- locomotive 41-44 (SLM)
- locomotive 45-55 (Henschel & Sohn)

Quando fu evidente che la convenzione della Compagnia Reale delle Ferrovie Sarde non sarebbe stata rinnovata alla sua scadenza (31 dicembre 1919), la concessionaria ridusse al minimo gli investimenti per la manutenzione e l'ammodernamento del parco rotabili della sua rete. Per far fronte ai crescenti disservizi le Ferrovie dello Stato (destinate a rilevare la gestione delle linee delle Reali) introdussero 14 locomotive del loro Gruppo 200, immatricolate coi numeri da 101 a 114 dalle Ferrovie Reali.
Al momento del passaggio di consegne tra Ferrovie Reali e Ferrovie dello Stato nel 1920 sopravvivevano il Gruppo 200 ed alcuni esemplari del parco rotabili della vecchia gestione, esemplari che furono riclassificati dalle FS secondo il seguente schema:
- locomotive CFRS 3-6 - locomotive FS Gruppo 808
- locomotive CFRS 7-10 - locomotive FS Gruppo 110
- locomotive CFRS 21-24 - locomotive FS Gruppo 181
- locomotive CFRS 25-30 - locomotive FS Gruppo 182
- locomotive CFRS 31-36 - locomotive FS Gruppo 186
- locomotive CFRS 41-44, 45-55 - locomotive FS Gruppo 216

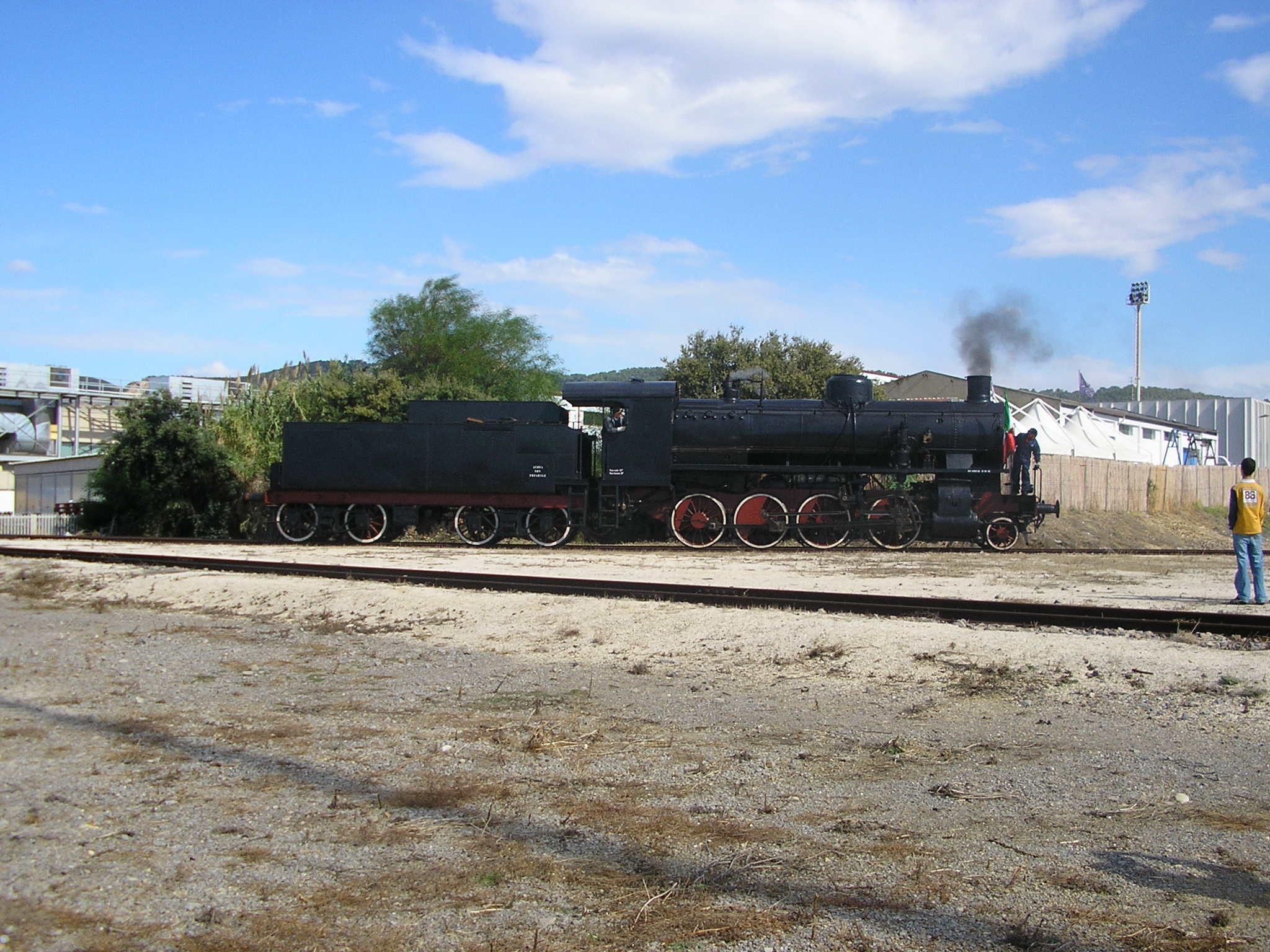
Un esemplare del Gruppo 740, una delle classi di locomotive a vapore maggiormente impiegate sulla linea sotto la gestione delle Ferrovie dello Stato

I mezzi ereditati dalle Ferrovie Reali furono però accantonati nel giro di pochi anni a causa delle loro condizioni. Le FS le rimpiazzarono dal 1922 in poi con locomotive di vari gruppi:
- locomotive Gruppo 600
- locomotive Gruppo 625
- locomotive Gruppo 740
- locomotive Gruppo 744

Dal 1936 sulla rete sarda fecero la comparsa le prime automotrici diesel, che nel giro di poco tempo divennero i rotabili maggiormente utilizzati per le relazioni passeggeri. Furono immesse in circolazione varie tipologie di automotrici termiche:
- automotrici ALn 56 Fiat (dal 1936)
- automotrici ALn 772 Fiat - OM (dal 1958)
- automotrici ALn 773 OM (dal 1958)

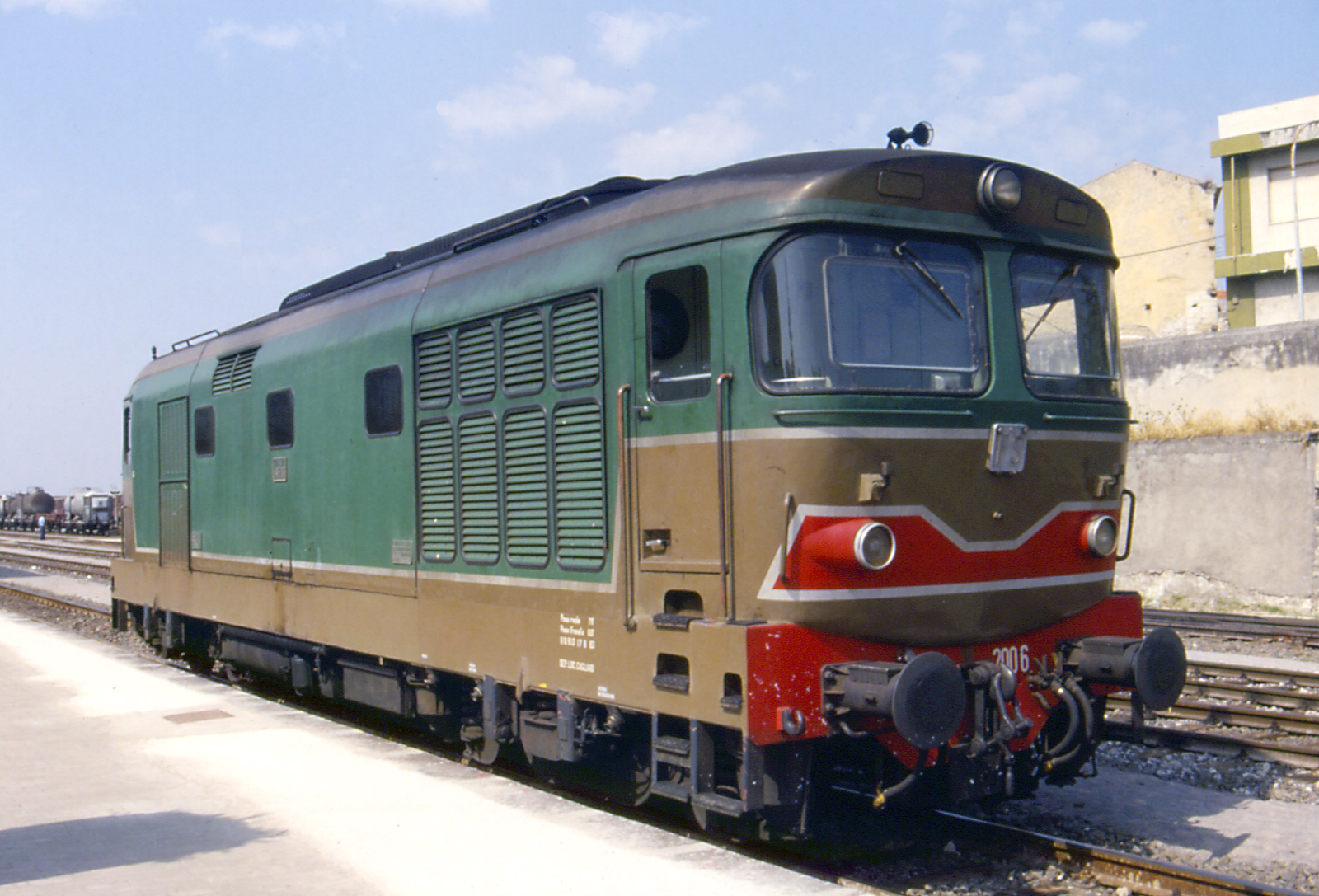
Locomotiva D443 2006 a Sassari

Queste ultime furono nel 1964 rimpiazzate dalle più potenti automotrici ALn 873, sempre prodotte dalla OM. In particolare le ALn 772, le ALn 773 e le ALn 873 furono impiegate per i convogli del Turritano, che insieme alla Freccia Sarda Cagliari - Olbia rappresentava la principale relazione passeggeri effettuata in Sardegna all'epoca.
Le locomotive a vapore vennero utilizzate in quegli anni per treni i merci e meno frequentemente per le relazioni passeggeri. Nel 1961 però venne avviata la dieselizzazione anche del materiale di trazione dei convogli ordinari, sia per i servizi viaggiatori che merci, operazione che avrebbe portato nei lustri successivi alla completa sostituzione dei mezzi a vapore con le locomotive diesel dei seguenti gruppi:
- locomotive FS D.342 (dal 1961)
- locomotive FS D.443 (dal 1967)
- locomotive FS D.343
- locomotive FS D.345 (dal 1976).

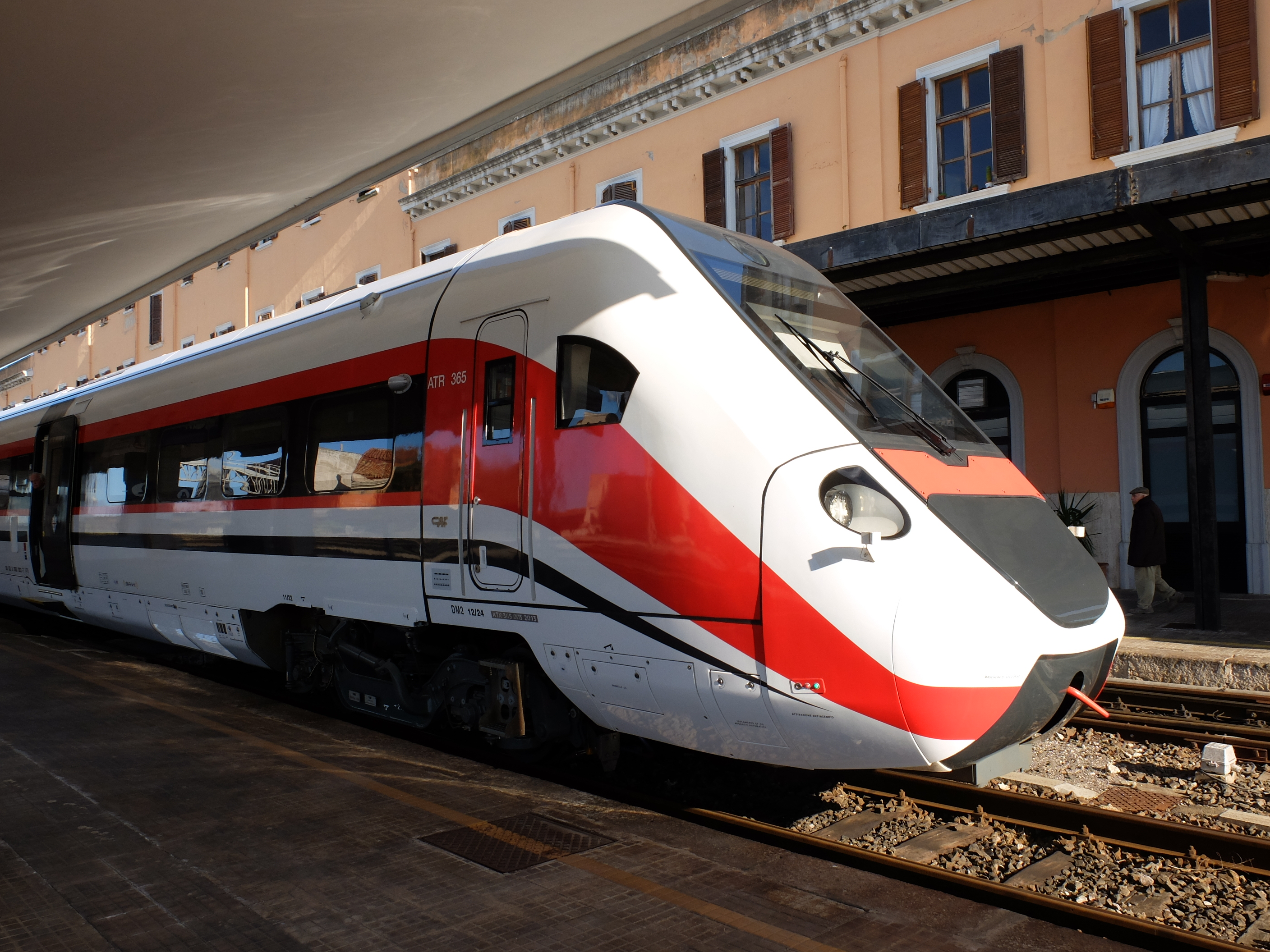
Uno degli ATR 365, commissionati dalla regione sarda per velocizzare le relazioni tra il nord dell'isola e Cagliari, in sosta a Sassari

Sul fronte del materiale leggero nel 1981 vi fu l'introduzione sulla linea delle automotrici ALn 668(nella serie 3100-3200), nei primi anni affiancate alle ALn 772 superstiti, e dalla metà del decennio dalle derivate ALn 663. A questi rotabili, ancor'oggi impiegati sulla ferrovia, si sono affiancati dalla metà degli anni duemila i Minuetto a trazione diesel.
Il materiale di trazione ordinario che venne utilizzato per le relazioni passeggeri sino ai primi anni 2020 fu anch'esso introdotto nella rete sarda nella prima metà degli anni ottanta: i convogli erano trainati da locomotive D.445 (in uso dal 1982), utilizzate in linea con le carrozze UIC-X e successivamente con le MDVC (configurazione "navetta").
A partire dal dicembre 2015 sono in servizio sulla linea gli autotreni ATR 365 e ATR 465 di proprietà della Regione Autonoma della Sardegna. Nel decennio successivo invece furono introdotti sulla linea gli ATR 220 "Swing" e i complessi ibridi HTR 412 "Blues".